# Église Saint-Martial de Saint-Martial-le-Vieux
Pour les articles homonymes, voir Église Saint-Martial.
L'église Saint-Martial est une église située à Saint-Martial-le-Vieux, dans le département de la Creuse en France. Construite au XIIe siècle, elle est inscrite au titre des monuments historiques en 1971.

## Localisation
L'église est située sur la commune de Saint-Martial-le-Vieux dans le département français de la Creuse en région Nouvelle-Aquitaine.

## Historique
L'église a été construite au XIIe siècle.
L'édifice est inscrit au titre des monuments historiques en 1971.